# 瓜拉尼神話
瓜拉尼神話是南美中南部地区（特指巴拉圭境内，以及阿根廷、巴西和玻利维亚等国边境少部分地区）瓜拉尼人的神話與信仰，瓜拉尼是中美洲失落的文明之一，後代學者由其遺蹟與殘留下來的文字研究其文明。但是由於瓜拉尼人習慣以口述與歌謠的方式保留傳統，因此現代的學者僅能從斷簡殘篇中推敲，不過成就還是相當驚人。

## 創世紀
不像是希臘神話，世界創造了神明，瓜拉尼人相信是神明創造了世界。世間最早的一位神明，也就是創世之神，在月亮女神的協助下，創造出了整個世界，因此自然創世之神就成為瓜拉尼神話中的主要信仰神明。

## 最早的人類
創世之神不僅是創造了世界，他還創造了最早的人類，最早的人類有兩個，一男一女，他們被認為是人類的始祖，因此被稱為人類之父與人類之母，之後世界上的人類，都是他們的後代。

## 外部連結
- COLMAN, Narciso R. (Rosicrán): Ñande Ypy Kuéra ("Nuestros antepasados"), 1929. 线上内容